# Běřín
Běřín je selo i dio općine Jince u okrugu Příbram, Središnja Češka. Nalazi se 1 kilometar istočno od općinskog središta Jince. Prema popisu iz 2001. godine u selu je živjelo 40 stanovnika u 44 kuće.
Katastarska jedinica Běřín ima površinu od 3,09 km².

## Vanjske poveznice
- (češ.) Službene stranice općine Jince